# Dendrochirus barberi
Dendrochirus barberi és una espècie de peix pertanyent a la família dels escorpènids.

## Descripció
- Fa 16,5 cm de llargària màxima.[3][4]

## Hàbitat
És un peix marí, associat als esculls de corall i de clima tropical que viu entre 1-50 m de fondària.

## Distribució geogràfica
Es troba al Pacífic oriental central: les illes Hawaii i l'atol Johnston.

## Costums
És bentònic dins d'esquerdes i coves durant el dia i, de vegades, bentopelàgic a la nit entre 1-134 m de fondària.

## Observacions
És verinós per als humans.